# Círculo do Reno Superior
O Círculo do Reno Superior (em alemão: Oberrheinischer Reichskreis) era um círculo imperial do Sacro Império Romano-Germânico criado em 1500, no território do antigo Ducado da Lorena e grande parte da Francônia Renana incluindo a região da Alsácia, da Suábia e os ducados de Borgonha e de Saboia.
Muitos dos estados-membros do círculo a oeste do rio Reno foram anexados pela França sob o rei Luís XIV durante o século XVII, e consolidado pelo Tratado de Nimegue de 1678/79.

O Círculo Superior do Reno no início do século XVI
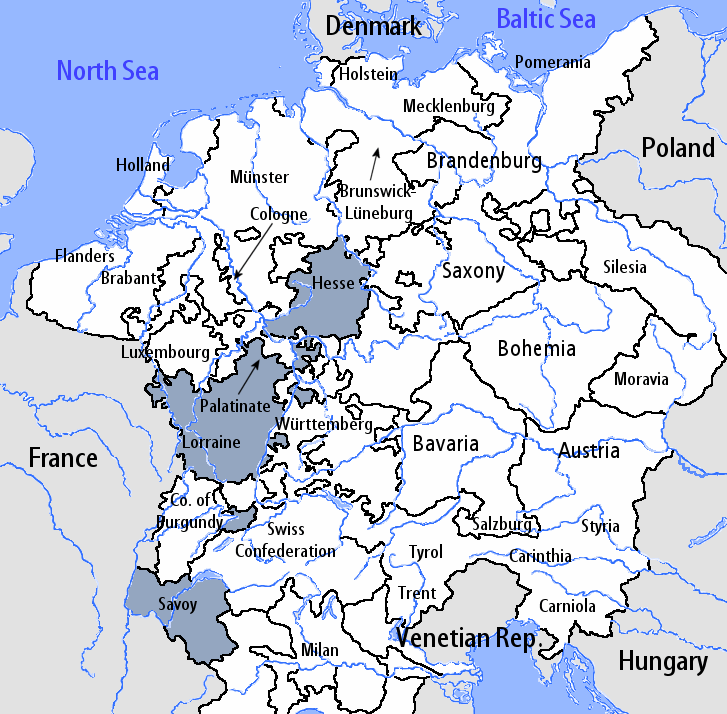
Mapa dos círculos imperiais no início do século XVI. O Círculo Superior do Reno é mostrado em cinza

## Composição
O círculo foi composto pelos seguintes estados:
| Nome                           | Tipo de entidade     | Comentários |
| ------------------------------ | -------------------- | --- |
| Bar                            | Ducado               | Unido com o Ducado da Lorena desde 1483. |
| Basileia                       | Principado episcopal | Estabelecida no século VIII, como sucessor da antiga diocese de Augusta Ráurica, ganhado a independência do Reino da Borgonha cerca de 1000, residência de Porrentruy (Pruntrut) de 1527.                                          |
| Bretzenheim                    | Senhorio             | Realizada pela Colônia, concedido ao conde Carlos Augusto de Heydeck, filho ilegítimo do príncipe-eleitor Carlos Teodoro da Baviera, em 1772, Condado Imperial em 1774, Principado em 1789.                                        |
| Colmar                         | Cidade Imperial      | Imediatidade imperial concedida pelo imperador Frederico II de Hohenstaufen em 1226, parte da Decápole desde 1354. |
| Dagstuhl                       | Senhorio             | Realizada pelos senhores de Fleckenstein, adquirida pelos Oettingen-Wallerstein em 1697. |
| Falkenstein                    | Senhorio             | Realizada pelos condes de Daun desde 1456, elevado a condado, em 1518, passou para o Ducado da Lorena em 1667, e administrado pela Áustria, a partir de 1782.                                                                      |
| Frankfurt am Main              | Cidade Imperial      | Desde 1220, lugar da Eleição Imperial pela Bula Dourada de 1356. |
| Friedberg                      | Cidade Imperial      | Desde 1252. |
| Fulda                          | Príncipe-abadia      | Fundada por Bonifácio de Mogúncia em 744, Imediatidade imperial concedida pelo imperador Frederico II, em 1220, elevado a Principado episcopal em 1752.                                                                            |
| Haguenau                       | Cidade Imperial      | Desde cerca de 1260, capital da Decápole desde 1354. |
| Hanau-Lichtemberga             | Condado              | Particionada do Condado de Hanau como Hanau-Babenhausen em 1456, herdou o Senhorio de Lichtemberga, em 1474, passou para o Condado de Hesse-Darmstádio, em 1736.                                                                   |
| Hanau-Munzemberga              | Condado              | Particionada do Condado de Hanau, em 1456, que se reuniu com Hanau-Lichtemberga, em 1642, caiu do Condado de Hesse-Cassel em 1736.                                                                                                 |
| Heitersheim                    | Principado           | Particionada pela Ordem de São João desde 1272, Imediatidade imperial concedida pelo imperador Carlos V, em 1548. |
| Hersfeld                       | Abadia               | Estabelecido cerca de 736 por São Estúrmio, Imediatidade imperial concedida por Carlos Magno em 775, secularizado como principado pela Paz de Vestfália, em 1648,, realizada pelo Condado de Hesse-Cassel.                         |
| Hesse                          | Condado              | Estabelecida após a Guerra de Sucessão da Turíngia em 1247, teve como centro Cassel, foi particionado após a morte do conde Felipe I em 1567.                                                                                      |
| Hesse-Cassel                   | Condado              | Subdivisão de Hesse após 1567, Eleitorado de Hesse em 1803. |
| Hesse-Rheinfels                | Condado              | Subdivisão de Hesse após 1567 incluindo o antigo Condado de Katzenelnbogen com o Castelo de Rheinfels, linha extinta em 1583, passou para Hesse-Cassel                                                                             |
| Hesse-Darmstádio               | Condado              | Subdivisão de Hesse após 1567, Grão-ducado de Hesse e Reno em 1806. |
| Hesse-Marburgo                 | Condado              | Subdivisão de Hesse após 1567, linha extinta em 1604, anexado por Hesse-Darmstádio. |
| Hesse-Homburgo                 | Condado              | Ramo cadete de Hesse-Darmstádio após 1622, recebeu o título de Imediatidade imperial em 1768. |
| Isemburgo-Budingue-Birstein    | Condado              | Subdivisão do Condado de Isemburgo estabelecido em 1511 (Oberisemburgo),novamente dividido em 1628. |
| Isemburgo-Birstein             | Condado              | Subdivisão de Büdingen-Isemburgo-Birstein de 1628, fundidos em Offenbach-Isemburgo em 1644, restaurado em 1711, elevado a principado em 1744.                                                                                      |
| Isemburgo-Budingue             | Condado              | Subdivisão de Isemburgo-Budingue-Birstein a partir de 1628. |
| Isemburgo-Meerholz             | Condado              | Isemburgo-Budingue dividido em 1673. |
| Isemburgo-Wächtersbach         | Condado              | Isemburgo-Budingue dividido em 1673. |
| Kaysersberg                    | Cidade Imperial      | Parte da Decápole a partir de 1354. |
| Königstein                     | Condado              | Realizada pelos Senhores de Eppstein, elevada a condado pelo imperador Maximiliano I de Habsburgo em 1505, herdada por Estolberga em 1535, passado para o Arcebispado de Mainz em 1581.                                            |
| Kriechingen                    | Condado              | Antigo feudo do Ducado da Lorena em torno de Créhange, elevado a Condado Imperial, em 1617, pelos príncipes de Frísia Oriental, de 1697, para Wied-Runkel em 1726.                                                                 |
| Landau                         | Cidade Imperial      | Imediatidade imperial concedida pelo imperador Rodolfo I de Habsburgo em 1291; apreendido pelo Bispado de Espira, em 1324; restaurada pelo imperador Maximiliano I de Habsburgo em 1511, se juntou a Decápole em 1521.             |
| Leiningue-Vesterburgo          | Condado              | Subdivisão do antigo Condado de Leiningue desde 1317, herdada pelos senhores de Vesterburgo em 1467. |
| Leiningue-Dagsburgo            | Condado              | Subdivisão do antigo Condado de Leiningue desde 1317; elevado a Principado em 1779. |
| Lorena                         | Ducado               | Formava a região superior da Lotaríngia, adquirida por Renato de Anjou, Duque de Bar em 1431, trocado pelo duque Francisco III de Habsburgo-Lorena, pelo Grão-ducado da Toscana, em 1735, e anexada pelo Reino da França em 1766.  |
| Mensfelden                     | Senhorio             | Condomínio do Eleitorado de Tréveris e Ducado de Nassau. |
| Metz                           | Principado episcopal | Estabelecido em 535, Imediatidade imperial e confirmado pelo rei Carlos IV de Luxemburgo em 1357, ocupada pelo rei Henrique II da França em 1552, parte dos Três Bispados franceses após a Paz de Vestfália de 1648.               |
| Metz                           | Cidade Imperial      | Desde 1189; ocupada pelo rei Henrique II da França em 1552. |
| Mulhouse                       | Cidade Imperial      | Desde cerca de 1268; Parte da Decápole desde 1354, se juntou à Confederação Helvética, em 1515, e à França em 1798. |
| Munster                        | Cidade Imperial      | Imediatidade imperial garantida pelo imperador Frederico II de Hohenstaufen em 1235, parte da Decápole desde 1354. |
| Nassau-Veilburgo               | Condado              | Principado em 1688, Ducado de Nassau até 1806. |
| Nassau-Idstein                 | Condado              | Desmembrada de Nassau-Veilburgo em 1627, caiu para Nassau-Ottweiler em 1721. |
| Nassau-Saarbrücken             | Condado              | Estabelecida em 1381, foi para Nassau-Ottweiler em 1723 |
| Nassau-Ottweiler               | Condado              | cisão de Nassau-Saarbrücken em 1659; passou para Nassau-Usingue em 1728. |
| Nassau-Usingue                 | Condado              | Separou Nassau-Saarbrücken, em 1659; elevado a Principado em 1688; para o Ducado de Nassau a partir de 1806. |
| Nomeny                         | Marca                | Realizada pelo Bispado de Metz até 1548; Marca estabelecido pelo imperador Maximiliano II de Habsburgo em 1567; Lorena em 1612 |
| Obernai                        | Cidade Imperial      | desde cerca de 1240; parte da Decápole desde 1354, anexada pela França em 1679. |
| Odenheim                       | Reitoria             | Monastério estabelecido em 1122; Imperial Colégio de Cônego (Reichsstift) desde 1494; movido para Bruchsal em 1507. |
| Olbruque                       | Senhorio             | Território ao redor do Castelo de Olbruque perto de Niederdürenbach, originalmente realizada por Wied. |
| Palatinado-Simmern             | Principado           | Cisão do Eleitorado do Palatinado em 1410; herdada pelo Palatinado-Neuburgo em 1685. |
| Palatinado-Lautern             | Principado           | Subdivisão do Palatinado-Simmern a partir 1577. |
| Palatinado-Zweibrücken         | Principado           | Antigo Condado de Zweibrücken; governada em união pessoal com o Palatinado-Simmern até 1459; passou para Palatinaso-Birkenfeld em 1734.                                                                                            |
| Palatinado-Veldenz             | Principado           | Antigo Condado de Veldenz herdado pelo Palatinado-Zweibrücken em 1444. |
| Prüm                           | Abadia               | (Re)estabelecida pelo rei Pepino, o Breve em 752; Imediatidade imperial garantido pelo imperador Frederico II de Hohenstaufen em 1222; administrada pelo Eleitorado de Tréveris após 1576.                                         |
| Reipoltskirchen                | Senhorio             | Desde 1300. |
| Rosheim                        | Cidade Imperial      | Desde 1303; parte da Decápole desde 1354; anexada pela França em 1679. |
| Salm                           | Condado              | Salm superior desde 1165, grande parte realizada pelo Vildgrave entre 1475 e particionado em 1499; parte administrada por Lorena até 1600.                                                                                         |
| Salm-Dhaun                     | Condado              | Subdivisão de Salm desde 1499, linha extinta em 1750; herdada por Salm-Grumbach. |
| Salm-Grumbach                  | Condado              | Cisão de Salm-Dhaun em 1561, anexada pela França em 1801. |
| Salm-Stein-Grehweiler          | Condado              | Cisão de Salm-Grumbach em 1668. |
| Salm-Salm                      | Condado              | Cisão de Salm-Dhaun em 1574; Principesco Conde a partir de 1623, Principado de Salm a partir de 1802. |
| Salm-Cirburgo                  | Condado              | Subdivisão de Salm a partir de 1499, residência no Kirn, Principesco Conde a partir de 1743; Principado de Salm a partir de 1802.                                                                                                  |
| Saboia                         | Ducado               | Antigo Condado; parte do Reino de Arles herdado pelo imperador Conrado II em 1032; Imediatidade imperial concedido pelo imperador Carlos IV de Luxemburgo, em 1361; elevado a Ducado em 1416; elevado a Reino da Sardenha em 1720. |
| Sayn-Wittgenstein              | Condado              | Antigo Condado de Sayn; ramo cadete da Casa de Sponheim; adquiriu o Condado de Wittgenstein em 1361; particionado em 1607. |
| Sayn-Wittgenstein-Berleburgo   | Condado              | Subdivisão de Sayn-Wittgenstein a partir de 1607. |
| Sayn-Wittgenstein-Wittgenstein | Condado              | Subdivisão de Sayn-Wittgenstein desde 1607; Sayn-Wittgenstein-Hohenstein desde 1657. |
| Sélestat                       | Cidade Imperial      | Imediatidade imperial garantida pelo imperador Frederico II de Hohenstaufen em 1216; parte da Decápole desde 1354. |
| Solms-Braunfels                | Condado              | Subdivisão de Solms desde 1258; elevado a principado em 1742. |
| Solms-Hohensolms-Lich          | Condado              | Subdivisão de Solms(-Braunfels) desde 1409; Solms-Hohensolms-Lich a partir de 1544; elevado a Principado em 1792. |
| Solms-Laubach                  | Condado              | Subdivisão de Solms-Lich a partir de 1544. |
| Solms-Rödelheim-Assenheim      | Condado              | Subdivisão de Solms-Laubach a partir de 1607; Solms-Rödelheim-Assenheim a partir de 1635. |
| Espira                         | Principado episcopal | Estabelecido antes de 614; Imediatidade imperial garantido por volta de 969 pelo imperador Otão I. |
| Espira                         | Cidade Imperial      | Direito de Cidade reconhecidos pelos bispos de Espira em 1294; local de 50 assembleia do Reichstag, incluindo a Dieta de Espira (1529) (Protesto de Espira).                                                                       |
| Sponheim                       | Condado              | Estabelecido no século XI no Reno (Casa de Sponheim), realizada conjuntamente pelos marqueses de Bade e a Casa do Palatinato-Simmern, desde 1437.                                                                                  |
| Estrasburgo                    | Principado episcopal | Estabelecida no século IV; Príncipe-bispado desde 982. |
| Estrasburgo                    | Cidade Imperial      | Desde 1262. |
| Toul                           | Principado episcopal | Estabelecida em 365 por Santo Mansueto de Toul; Imediatidade imperial confirmado pelo Rei Henrique I em 928; ocupado pelo rei Henrique II de França em 1552; parte dos Três Bispados franceses pela Paz de Vestfália de 1648.      |
| Toul                           | Cidade Imperial      | Desde o século XIII (Tull); ocupada pelo rei Henrique II de França em 1552. |
| Turckheim                      | Cidade Imperial      | Desde 1312; parte da Decápole desde 1354. |
| Verdun                         | Principado episcopal | Estabelecido em cerca de 346; Imediatidade imperial confirmado pelo imperador Otão IIIem 997; ocupada pelo rei Henrique II de França em 1552; parte dos Três Bispados franceses pela Paz de Vestfália de 1648.                     |
| Verdun                         | Cidade Imperial      | Desde o século XII (Virton), ocupada pelo rei Henrique II de França em 1552. |
| Waldeck                        | Condado              | Linha estabelecida cerca de 1180, Imediatidade imperial concedida pelo rei Venceslau de Luxemburgo em 1379; Waldeck-Pyrmont de 1625, elevado a Principado em 1712.                                                                 |
| Vartemberga                    | Condado              | Fundada em 1232; herdada por Riedesel em 1428, Freiherren em 1680. |
| Wetterau                       | Condado              | Fundada c. 950; mantida pelos Condes Von Wetter-Tegerfelden em 1317 |
| Wissembourg                    | Cidade Imperial      | Desde 1306; parte da Decápole desde 1354; anexada pela França em 1648. |
| Wissembourg                    | Príncipe-abade       | Abadia estabelecida sobre 660 o Bispado de Espira; Imediatidade imperial concedido pelo imperador Otão II em 967; novamente mantida por Espira de 1546.                                                                            |
| Wetzlar                        | Cidade Imperial      | Imediatidade imperial garantida pelo imperador Frederico I em 1180. |
| Wild- e Renograves             | Condado              | Rhinegraf desde o século XII; Herdada pelo condado de Cirburgo em 1409; adquirida (Superior) Salm em 1475. |
| Worms                          | Principado episcopal | Fundada em 614. |
| Worms                          | Cidade Imperial      | Imediatidade imperial garantida pelo imperador Frederico I em 1184. |